# Maratus jactatus
Espèce
Maratus jactatus est une espèce d'araignées aranéomorphes de la famille des Salticidae.

## Distribution
Cette espèce est endémique du Queensland en Australie. Elle se rencontre dans le parc national des monts Wondul.

## Description
Les mâles mesurent de 4,5 à 4,6 mm et les femelles de 5,0 à 5,3 mm.
Comme d'autres espèces de Maratus, le mâle pratique une parade nuptiale.

## Publication originale
- Otto & Hill, 2015 : Two new peacock spiders of the calcitrans group from southern Queensland (Araneae: Salticidae: Euophryinae: Maratus). Peckhamia, vol. 121.1, p. 1-34 (texte intégral).